# Сабанг
Сабанг (індонез. Kota Sabang, джаві:سابڠ}}) — місто у провінції Ачех в Індонезії, яке повністю розташоване на острові Ве та кількох менших островах біля північного краю Суматри. Адміністративний центр міста розташований за 17 кілометрів на північ від столиці провінції Банда-Ачех. Місто займає площу 122,13 квадратних кілометрів і мало населення 43 391 за переписом 2020 року, хоча згодом цю загальну кількість було скориговано до 41 197; офіційна оцінка станом на середину 2022 року становила 43 208. Сабанг відомий як найпівнічніше і найзахідніше місто Індонезії. Він також має найменше населення з усіх міст Індонезії.
Сабанг є найпівнічнішим адміністративним регіоном Індонезії, який безпосередньо межує з сусідніми країнами, такими як Малайзія, Таїланд та Індія. З півночі та сходу його оточує Малаккська протока, а з півдня та заходу — Індійський океан.
Місто Сабанг охоплює п'ять островів. Основний з них — острів Ве (121 км2), де розташований центр міста. Інші острови: острів Рондо (або Темпурунг — найпівнічніший острів в Індонезії, площею 0,65 км2), острів Рубія (площа 0,355 км2), острів Кла (площа 0,186 км2) і острів Сеулаке (площа 0,055 км2). На острові Ве є прісноводне озеро під назвою озеро Анеук Лаот.